# Campionati europei di short track - gara maschile 1000 metri
La gara maschile 1000 metri è una delle prove disputate durante i campionati europei di short track dal 1997 ad oggi.

## Albo d'oro
| Anno | Oro                 | Argento             | Bronzo              |
| ---- | ------------------- | ------------------- | ------------------- |
| 1997 | Fabio Carta         | Nicky Gooch         | Mirko Vuillermin    |
| 1998 | Nicky Gooch         | Fabio Carta         | Michele Antonioli   |
| 1999 | Fabio Carta         | Bruno Loscos        | Nicky Gooch         |
| 2000 | Nicola Franceschina | Michele Antonioli   | Cees Juffermans     |
| 2001 | Bruno Loscos        | Cees Juffermans     | Arian Nachbar       |
| 2002 | Fabio Carta         | Bruno Loscos        | Nicola Rodigari     |
| 2003 | Michele Antonioli   | Nicola Franceschina | Fabio Carta         |
| 2004 | Fabio Carta         | Nicola Franceschina | Nicola Rodigari     |
| 2005 | Nicola Franceschina | Cees Juffermans     | Arian Nachbar       |
| 2006 | Fabio Carta         | Nicola Rodigari     | Thibaut Fauconnet   |
| 2007 | Nicola Rodigari     | Yuri Confortola     | Denis Bellotti      |
| 2008 | Niels Kerstholt     | Haralds Silovs      | Gabor Galambos      |
| 2009 | Wim De Deyne        | Yuri Confortola     | Viktor Knoch        |
| 2010 | Nicola Rodigari     | Thibaut Fauconnet   | Niels Kerstholt     |
| 2011 | Haralds Silovs      | Jack Whelbourne     | Ruslan Zacharov     |
| 2012 | Thibaut Fauconnet   | Sjinkie Knegt       | Evgenij Kozulin     |
| 2013 | Freek van der Wart  | Viktor An           | Semën Elistratov    |
| 2014 | Viktor An           | Semën Elistratov    | Vladimir Grigor'ev  |
| 2015 | Sjinkie Knegt       | Freek van der Wart  | Semën Elistratov    |
| 2016 | Semën Elistratov    | Shaolin Sándor Liu  | Dmitrij Migunov     |
| 2017 | Shaolin Sándor Liu  | Shaoang Liu         | Semën Elistratov    |
| 2018 | Sjinkie Knegt       | Semën Elistratov    | Roberto Puķītis     |
| 2019 | Semën Elistratov    | Shaolin Sándor Liu  | Denis Ajrapetjan    |
| 2020 | Shaolin Sándor Liu  | Shaoang Liu         | Semën Elistratov    |
| 2021 | Semën Elistratov    | John-Henry Krueger  | Itzhak de Laat      |
| 2022 | Edizione cancellata | Edizione cancellata | Edizione cancellata |
| 2023 | Stijn Desmet        | Jens van 't Wout    | Furkan Akar         |
| 2024 | Pietro Sighel       | Niall Treacy        | Stijn Desmet        |
| 2024 | Pietro Sighel       | Jens van't Wout     | Luca Spechenhauser  |

## Medagliere complessivo
Aggiornato al 2025
| Pos.   | Paese       | Oro | Argento | Bronzo | Totale |
| ------ | ----------- | --- | ------- | ------ | ------ |
| 1      | Italia      | 12  | 7       | 7      | 26     |
| 2      | Paesi Bassi | 4   | 6       | 3      | 13     |
| 3      | Russia      | 4   | 3       | 9      | 16     |
| 4      | Ungheria    | 2   | 5       | 2      | 9      |
| 5      | Francia     | 2   | 3       | 1      | 6      |
| 6      | Belgio      | 2   | 0       | 1      | 3      |
| 7      | Regno Unito | 1   | 3       | 1      | 5      |
| 8      | Lettonia    | 1   | 1       | 1      | 3      |
| 9      | Germania    | 0   | 0       | 2      | 2      |
| 10     | Turchia     | 0   | 0       | 1      | 1      |
| Totale | Totale      | 28  | 28      | 28     | 84     |